# Frank Hansens Glück
Frank Hansens Glück ist ein deutscher Western von 1917.

## Handlung
Zwei Diamantengräber arbeiten auf einem mexikanischen Diamantenfeld und finden einen wertvollen Diamanten. Das führt zu zahlreichen Verwicklungen, am Ende wird nur einer reich.

## Hintergrund
Produziert wurde der Film von der Messter-Film GmbH Berlin. Er hat eine Länge von drei Akten auf 1350 (1357) Metern, ca. 74 Minuten. Der Verleiher war Hansa Film. Die Uraufführung war im Mai 1917. Die Polizei Berlin erteilte ihm ein Jugendverbot (Nr. 40785), ebenso wie die Reichsfilmzensur erneut am 18. März 1922 (Nr. 5546).